# Agrotis longidentifera
Agrotis longidentifera är en fjärilsart som beskrevs av George Francis Hampson 1903. Agrotis longidentifera ingår i släktet Agrotis och familjen nattflyn. Inga underarter finns listade i Catalogue of Life.

## Bildgalleri

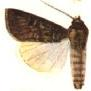